# Kobe Vleminckx
Pour les articles homonymes, voir Vleminckx.
Kobe Vleminckx, né le 31 mai 1998 à Westerlo, est un athlète belge spécialisé dans les courses de sprint.

## Biographie
En 2019, aux Championnats d'Europe espoirs d'athlétisme à Gävle, il remporte une médaille d'argent au 200 m. Il a été champion de Belgique à de nombreuses reprises.
Aux championnats d'Europe d'athlétisme 2024 à Rome, il fait partie de l'équipe belge de relais 4 × 100 m des « Belgian Falcons » qui améliore le record de Belgique d'athlétisme en demi-finale avec un temps de 38 s 55.
En 2024, il est vice-champion de Belgique du 100 m et du 200 m.
Lors des Relais mondiaux 2025 à Canton, le relais belge du 4 x 100 m constitué de Robin Vanderbemden, Antoine Snyders, Kobe Vleminckx et Simon Verherstraeten réalise le 11 mai 2025 un chrono de 38 s 49, nouveau record de Belgique. Ce record qualifie le relais belge des Belgian Falcons pour les Championnats du monde d'athlétisme 2025 à Tokyo.
Vleminckx a été précédemment inscrit au club d'athlétisme d'Herentals. En octobre 2019, il s'inscrit au club d'athlétisme du AV Lyra-Lierse.

## Championnats de Belgique
Extérieur
| Discipline | Année                        |
| ---------- | ---------------------------- |
| 100 m      | 2019, 2020, 2021, 2022, 2023 |

Intérieur
| Discipline | Année      |
| ---------- | ---------- |
| 60 m       | 2020, 2024 |

## Records personnels
Extérieur
| Discipline | Performance | Vent       | Date            | Lieu              |
| ---------- | ----------- | ---------- | --------------- | ----------------- |
| 100 m      | 10,15 s     | +0.9 m / s | 14 juillet 2024 | La Chaux-de-Fonds |
| 200 m      | 20,23 s     | +0.4 m / s | 14 juillet 2024 | La Chaux-de-Fonds |

Intérieur
| Discipline | Performance | Date            | Lieu     |
| ---------- | ----------- | --------------- | -------- |
| 60 m       | 6,63 s      | 20 janvier 2024 | Dortmund |
| 200 m      | 20,73 s     | 13 février 2025 | Liévin   |

## Palmarès

### 60 m
- 2018 :  Championnats de Belgique d'athlétisme en salle - 6,80 s
- 2019 :  Championnats de Belgique d'athlétisme en salle - 6,79 s
- 2020 :  Championnats de Belgique d'athlétisme en salle - 6,71 s

### 100 m
- 2019 :  Championnats de Belgique d'athlétisme - 10,61 s
- 2020 :  Championnats de Belgique d'athlétisme - 10,43 s

### 200 m
- 2017 :  Championnats de Belgique d'athlétisme - 21,33 s
- 2018 :  Championnats de Belgique d'athlétisme - 20,96 s
- 2019 :  Championnats d'Europe espoirs d'athlétisme à Gävle - 21.04 s (en série 20.96 s)

### 4 x 100 mètres
- 2019 :  Championnats d'Europe espoirs d'athlétisme à Gävle - 39.77 s